# 1408

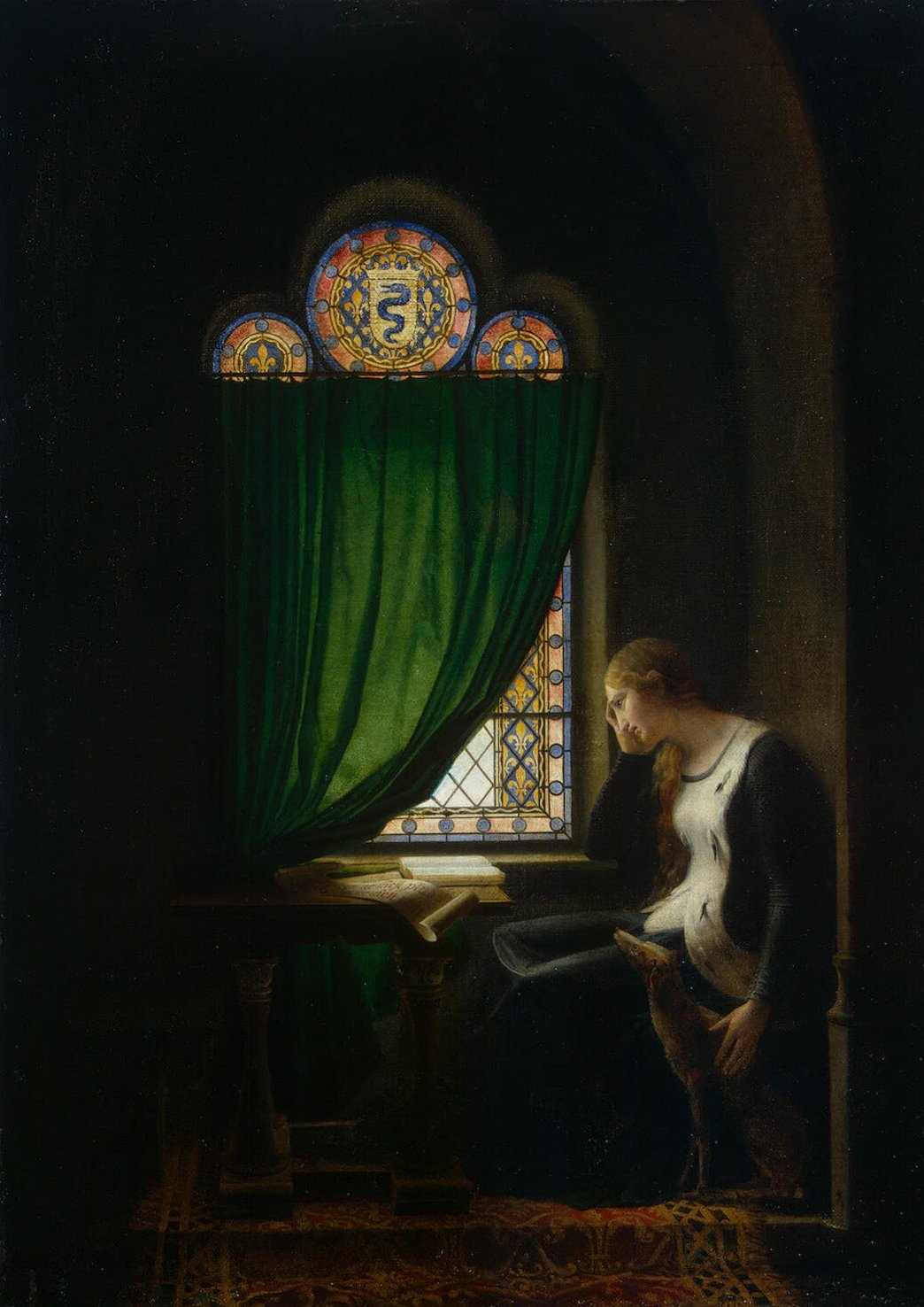
Valentina Visconti treurt over de moord op haar echtgenoot, Lodewijk van Orléans

Het jaar 1408 is het 8e jaar in de 15e eeuw volgens de christelijke jaartelling.

## Gebeurtenissen
januari
- 7 - De opstandige inwoners van Luik moeten het beleg van Maastricht opgeven. Zie Beleg van Maastricht
- 21 - De eerste vrouwen treden in het Vrouwenklooster Diepenveen.

maart
- 8 - De theoloog Jean Petit rechtvaardigt in een vier uur durende rede de "tirannenmoord" door Jan zonder Vrees op Lodewijk I van Orléans.

mei
- 4 - Paus Gregorius XII roept de kardinalen bijeen in Lucca, inclusief vier nieuwe door hem benoemde kardinalen, om het Westers Schisma op te lossen.
- 31 - De Luikenaren slaan opnieuw het beleg op voor Maastricht.

juli
- 13 - Oudste vermelding van Donkerbroek.

september
- 16 - In de kerk van Hvalsey vindt een huwelijk plaats. Dit is het laatste bericht dat bekend is van de Noorse kolonie op Groenland.
- 21 - Het grootste deel van de Luikse belegeraars van Maastricht trekt weg om Jan I van Bourgondië tegemoet te treden, die met een leger in aankomst is.
- 23 - Slag bij Othée: De Luikse opstandelingen tegen Jan van Beieren, onder aanvoering van Hendrik van Horne, niet ervaren in de strijd, worden vernietigend verslagen door een coalitie van Holland-Henegouwen, Namen en Bourgondië onder aanvoering van Jan van Bourgondië. De stad verliest zijn vrijheden en moet een grote som geld betalen.

december
- 12 - Koning Sigismund van Hongarije sticht de Orde van de Draak.

zonder datum
- Een Chinees leger wordt naar Vietnam gezonden om de nieuwe keizer Gian Dinh te verslaan, maar wordt zelf door de Vietnamezen verslagen. Hierna ontstaat er echter onenigheid binnen het Vietnamese leger over de te volgen strategie.
- Het hertogdom Oostenrijk wordt verdeeld in Oostenrijk beneden de Enns en Oostenrijk boven de Enns.
- Kaunas ontvangt stadsrechten.
- oudst bekende vermelding: Iași, Westerende-Kirchloog

## Opvolging
- Berg - Willem I opgevolgd door zijn zoon Adolf
- Granada - Mohammed VII opgevolgd door Yusuf III
- metropoliet van Moskou - Fotius als opvolger van Cyprianus II
- Urgell - Peter II opgevolgd door zijn zoon Jacobus II

## Afbeeldingen

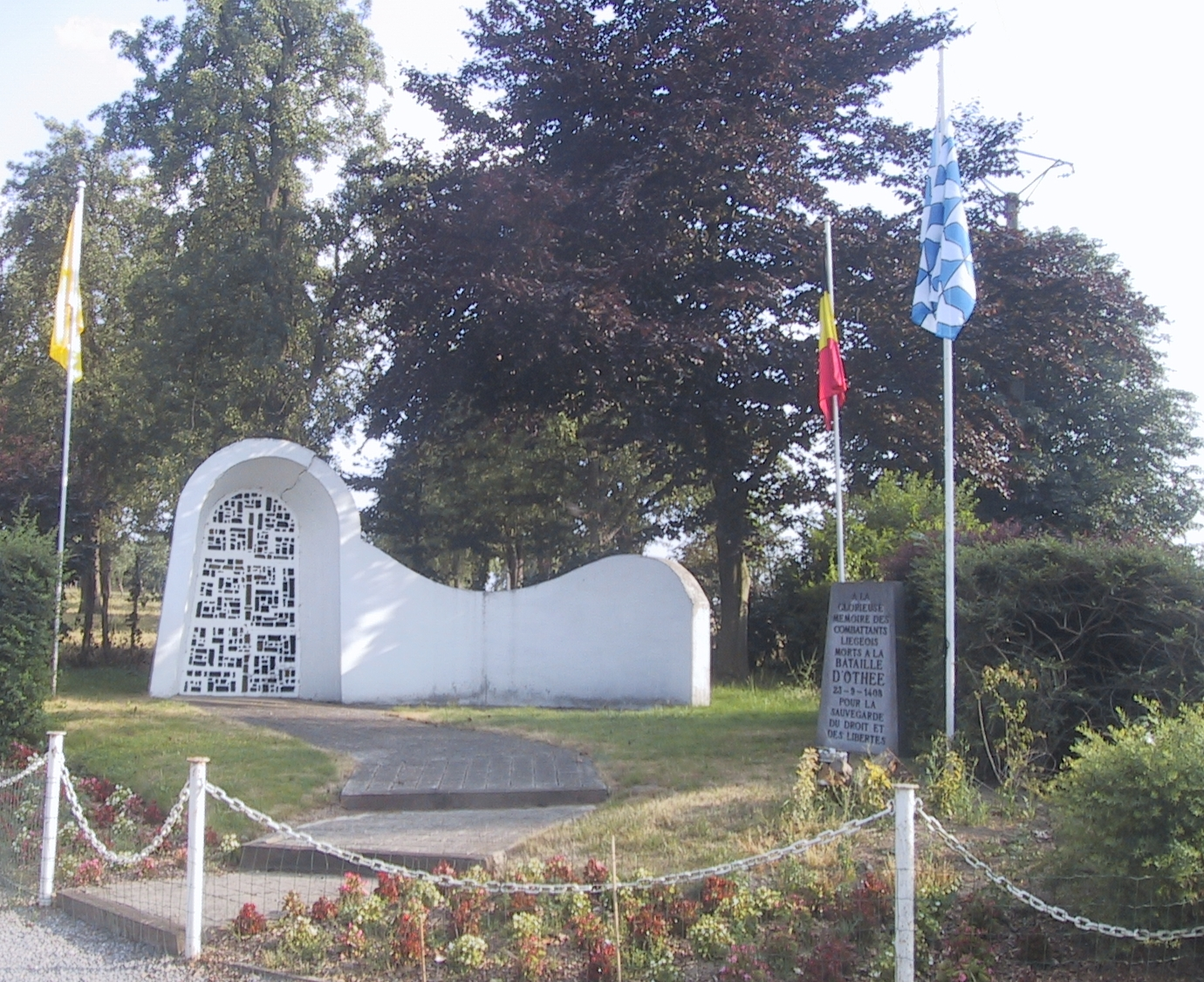
monument voor de Slag bij Othée
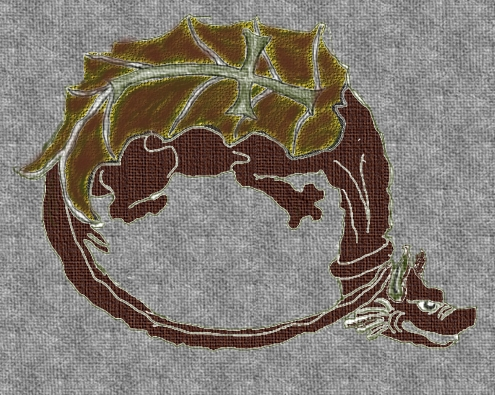
Orde van de Draak
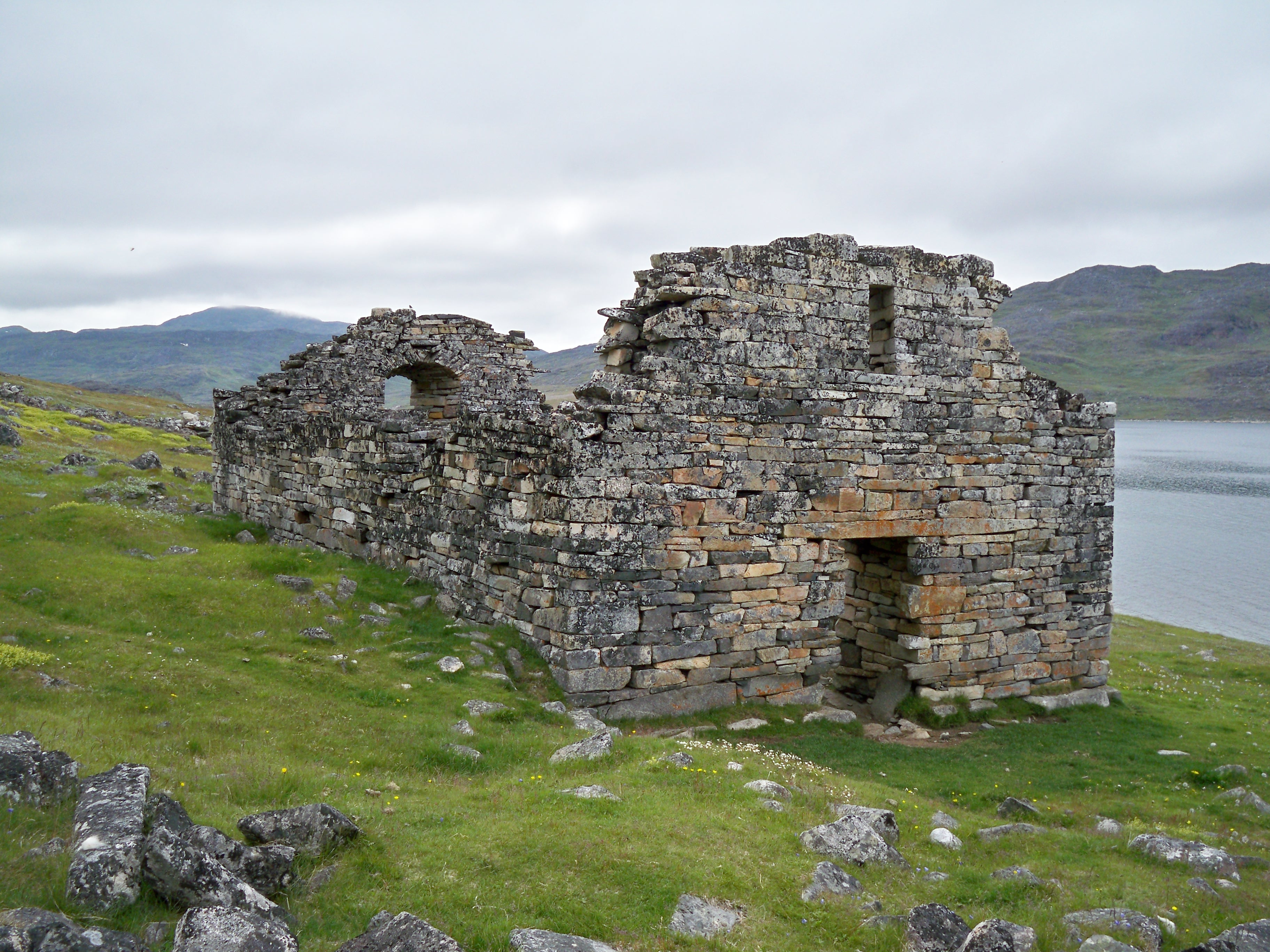
ruïne van de kerk van Hvalsey

## Geboren
- Adolf VII van Berg, Duits edelman
- John FitzAlan, Engels edelman
- David Megas Komnenos, laatste keizer van Trebizonder (1459-1461) (jaartal bij benadering)

## Overleden
- 24 mei - Taejo (72), koning/keizer van Korea (1392-1398)
- 31 mei - Ashikaga Yoshimitsu (49), shogun van Japan (1368-1394)
- 25 april - Peter II van Urgell (~67), Aragonees edelman
- 24 juni - Willem I/II van Berg, Duits edelman
- 22 september - Johannes VII Palaiologos (~38), keizer van Byzantium (1390)
- oktober - John Gower (~78), Engels dichter
- 4 december - Valentina Visconti, Milanees-Franse edelvrouw
- 31 december - Elisabeth van de Palts (27), Duits edelvrouw
- Edmund Holland (~24), Engels edelman
- Henry Percy (~66), Engels edelman
- John Lovell (~67), Engels edelman
- Philip de la Vache (~60), Engels edelman
- Sonam Dragpa (~49), vorst van Tibet (1381-1385)
- Allard V van Buren, Nederlands edelman (jaartal bij benadering)
- Beatrix, koningin van Portugal (1383-1385) (jaartal bij benadering)
- Gevard van Doerne, Brabants staatsman (jaartal bij benadering)
- Willem van Hildegaersberch, Nederlands dichter (jaartal bij benadering)